# Przemysław Hałuszczak
Przemysław Tomasz Hałuszczak (ur. 22 marca 1964 w Poznaniu) – polski gitarzysta, absolwent Wydziału Instrumentalnego Akademii Muzycznej w Poznaniu w klasie gitary klasycznej (st. wykł. Henryk Jóźwiak). Dyplom magistra sztuki uzyskał w 1990 r.
W okresie poprzedzającym studia, będąc uczniem PSM II st. w Poznaniu był laureatem ogólnopolskich konkursów gitarowych w Strzelcach Krajeńskich i Zamościu. Również w tym okresie nawiązuje pierwsze kontakty zawodowe z poznańskimi teatrami: Teatrem Polskim, Teatrem Nowym, Wielkim oraz Filharmonią Poznańską. Jest także angażowany jako muzyk sesyjny w wielu nagraniach m.in. przez Krzysztofa Krawczyka i Urszulę Sipińską.
W trakcie studiów specjalizuje się w muzyce hiszpańskiej i południowo-amerykańskiej oraz czyni pierwsze próby we flamenco – stylu różniącym się znacznie od znanej mu dotąd gitary klasycznej, czego efektem jest między innymi współpraca z zespołem Super Duo. W tym okresie po raz pierwszy koncertuje za granicą kolejno: w krajach byłego ZSRR, Niemczech Zachodnich i Szwajcarii. Po studiach nawiązał współpracę ze Zdzisławem Dworzeckim, cenionym animatorem życia muzycznego w Poznaniu, czego efektem są pierwsze trasy koncertowe w całej Polsce. Z tego okresu interesującym wydarzeniem był cykl koncertów pt. "Barwy gitary" z udziałem Jarosława Śmietany (jazz) oraz Wojciecha Hoffmana (heavy metal). Powstaje pierwsza solowa kaseta pt. "Canciones y danzas para guitarra". Równolegle z solową działalnością koncertową, nawiązuje współpracę z Polskim Teatrem Tańca – Baletem Poznańskim, gdzie wykonuje solową partię gitary w spektaklu "Carmen". Premiera była zarazem pożegnalnym przedstawieniem Ewy Wycichowskiej w roli tytułowej. W tym samym czasie akompaniuje piosenkarce Hannie Banaszak występując z nią początkowo w duecie, a następnie tworzy Trio Przemysława Hałuszczaka towarzyszące artystce.

## Obecna działalność
Od 1998 roku gra wyłącznie solowe koncerty, korzystając czasami z muzycznego wsparcia przyjaciół: Zbigniewa Łowżyła, Dominika Dębskiego, Jacka Winkiela i Rafała Zapały. Do bardziej interesujących wyjątków należy współpraca z Henrykiem Machalicą w ramach cyklu Verba Sacra oraz współtworzenie spektaklu pt. "Spowiedź Ojca Pio" z Aleksandrem Machalicą. Bardzo istotnym wydarzeniem w życiu artysty jest nagranie CD "Concierto de Aranjuez" z orkiestrą Filharmonii Poznańskiej pod dyrekcją Jose Maria Florencjo Juniora. Koncert połączony z wydaniem płyty, odbył się w Auli UAM w Poznaniu, w I rocznicę śmierci kompozytora Joaquín Rodrigo.
Kolejnym ważnym wydarzeniem było spotkanie z wybitnym wirtuozem gitary flamenco Rafael Cortez. Hiszpan w istotny sposób wpłynął na technikę gry Przemysława Hałuszczaka, który do tej pory wykonywał utwory flamenco nie konfrontując się z autentycznymi wykonawcami tego stylu. Należy nadmienić, że artysta gra obecnie na gitarze należącej ówcześnie do Rafaela, a jest to jedna z najbardziej cenionych gitar flamenco – Hermanos Conde – 1997. W 2006 ukazuje się najnowszy album "Flamenco" zawierający znane utwory największych gitarzystów takich jak: Paco de Lucía, Paco Peña, Manolo Franco, Manolo Sanlúcar, Vicente Amigo, Tomatito, Moraito oraz Oscar Herrero. Obecnie artysta koncertuje w towarzystwie Moniki Łukaszewicz (gitara, cajon, śpiew) oraz pianisty Jarosława Kostki. Trwają przygotowania do nagrań kolejnej płyty "Jazz meets Flamenco" będącej połączeniem tych dwóch stylów muzycznych.
Od roku 2001 Przemysław Hałuszczak prowadzi Szkołę Gitary w Poznaniu.

## Wydane płyty
- Conciones y danzas para guitarra – Background Musician, 1994
- Concierto De Aranjuez y danzas para guitarra – Przemysław Hałuszczak oraz Orkiestra Filharmonii Poznańskiej im. Tadeusza Szeligowskiego, dyryguje Jose Maria Florencio Junior – Music Collection, DUX, 2000.
- Flamenco – Przemysław Hałuszczak – Miyabi Studio, 2006.